# Pietro II. Candiano
Pietro II. Candiano, in den zeitlich nächsten Quellen Petrus (* 872; † 939), gilt nach der traditionellen, das heißt von der Republik Venedig gesteuerten Geschichtsschreibung, als 19. Doge. Er herrschte von 931 oder 932 bis 939. Sein Vater Petrus I. war 887 ebenfalls Doge, genauso wie sein gleichnamiger Sohn und sein Enkel (942–959, bzw. 959–976). Die Candiano neigten insgesamt zu einer aggressiveren Außenpolitik, beginnend mit Istrien sowie Comacchio am Unterlauf des Po.
Möglicherweise zwang Petrus seinen Vorgänger Ursus II. Particiaco zum Rücktritt. Petrus II. begann einen erneuten Versuch venezianischer Expansionspolitik auf dem Festland, nachdem dies bereits unter Johannes II. Particiaco (881–887) versucht worden war. Zu einem unbekannten Zeitpunkt brannte Venedig seine Nachbarstadt und Rivalin Comacchio nach einem unbedeutenden diplomatischen Zwischenfall zum zweiten Mal nieder, nachdem dies bereits 883 geschehen war. Langfristig wirksamer war jedoch die Expansion nach Osten, denn Venedig begann damit, auf Istrien eine Reihe von Städten in seine Abhängigkeit zu bringen. Die Particiaco, die später mit den Badoer gleichgesetzt wurden, herrschten nicht ohne Unterbrechung. Der Sohn des Dogen, Petrus III., wurde erst 942 Doge, nachdem der Sohn seines Vorgängers Ursus, Pietro Badoer (Petrus Badovarius), drei Jahre lang dieses Amt ausgefüllt hatte.

## Herrschaft

Italien und der Adriaraum um 1000

Petrus Candianus oder Pietro Candiano war der Sohn des Dogen Petrus I., der am 18. September 887 nach nur wenigen Monaten der Herrschaft gegen die Slawen an der Narenta ums Leben gekommen war. Er wurde im Alter von etwa 60 Jahren zum Nachfolger von Ursus II. aus der Familie der Particiaco (später mit den Badoer gleichgesetzt und lange als „Partecipazio“ bezeichnet), der sich in ein Kloster zurückgezogen hatte. Der scharfe Wechsel in der Politik von einer ausgleichenden, friedlichen zu einer expansiven Außenpolitik führte in der Historiographie zu Mutmaßungen darüber, ob Ursus wirklich freiwillig zurückgetreten, oder ob er nicht von Petrus II. dazu gezwungen worden war. Hart kontrastiert in der Istoria Veneticorum des Johannes Diaconus der friedvolle Rückzug des kranken und alten Dogen ins Kloster des hl. Felix auf Ammiana mit der völligen Neuausrichtung unter Petrus, die kein Beispiel am Vorgänger nahm: „ducatum suscipiens, nihilominus sui decessoris exemplo subditum sibi populum tractare conatus est“.
Auf Istrien entspann sich in den 930er Jahren ein heftiger Konflikt, dessen Folgen als Ausgangspunkt des venezianischen Kolonialreiches gelten. Dabei war die Halbinsel für Venedigs Handel nicht nur die erste Etappe in den Kernraum des Mittelmeerraumes, denn über die und von der Halbinsel kamen auch Sklaven, Holz und Eisen, wie Quellen für die Zeit zwischen Juni 960 und Juli 971 belegen. Der Handelsumfang stieg schon aufgrund der Privilegierung der Stadt im Königreich Italien, die bis in die Zeit Karls des Großen zurückreichte. Dabei gelang es den Dogen nicht nur, sich unbehinderten Handel mit Capodistria, dem heutigen Koper, garantieren zu lassen, teilweise sogar ihren Eigenhandel ohne Abgaben betreiben zu dürfen, sondern auch, die im Ausland tätigen venezianischen Händler ihrer eigenen Gerichtsbarkeit zu unterwerfen. Mit diesem Ausgreifen nach Istrien kam es aber schon seit längerem zu Konflikten.
Wintherius, der Markgraf von Friaul und Istrien, hatte wohl schon unter Ursus II. mit Übergriffen gegen venezianische Händler begonnen, also Sequestrationen, Vertreibungen, Raub, aber auch gegen Besitz des Dukats oder der Bischöfe. Dies galt vor allem um Pula auf Istrien. Die Auseinandersetzungen eskalierten, und schließlich kam es zum Bruch. Der Doge erzwang von Capodistria, wohl zu dieser Zeit wichtigstes Emporium der Halbinsel, eine Promissio, einen öffentlichen Eid, am 14. Januar 932 (Pactum Justinopolitanum, benannt nach dem alten Namen der Stadt, nämlich Justinopolis). Die Einwohner der Stadt sollten allen Venezianern Schutz vor Gewalt und gleichzeitig Rechtsschutz bieten, kurz: „salvare et defensare“. Dann sollten sie das geleistete Homagium alljährlich erneuern. Außerdem erhielt der Doge honoris causa 100 Amphoren Wein als Dank für seinen Schutz und für die Freiheit des Handels innerhalb des venezianischen Dukates. 
Gerade aufgrund dieser Bestimmungen bleibt der Charakter dieses Vertrages unklar, denn zwischen Homagium, Freundschaft und formaler Verpflichtung, Tributpflicht, zwischen vasallitischem Verhältnis, bzw. aus dem Blickwinkel Capodistrias einem Seniorat, aber auch als im Regnum Italicum verbleibender Ort von erheblicher Selbstständigkeit, bleibt ein breites Feld der Einordnung und Ausdeutung. Dies wurde in der Historiographie nur unzureichend beachtet. In jedem Falle wird dies als Ausgangspunkt venezianischer Herrschaft auf Istrien betrachtet, und damit langfristig der Entwicklung eines Kolonialreichs. Der Markgraf sah sich zudem gezwungen, die Vermittlung des Marinus, also des Patriarchen von Grado anzurufen. Ein Jahr später, am 12. März 933 beeidete der Markgraf die Rückkehr zum Status quo ante in Anwesenheit der Bischöfe und Gesandten von Pola und Capodistria, aber auch von Triest, Muggia, Pirano, Cittanova und Caorle. Darin verankerte Venedig die Sicherheit der Waren und Personen auf Istrien, die Rückgabe aller sequestrierten Güter, die Widerrufung aller ungerechterweise eingeführten Lasten und schließlich den Schutz der Schifffahrt. Eine der Ursachen für die Konfrontation war die Schwäche des Regnum Italicum in diesem Gebiet, so dass Venedig seine Ansprüche selbst durchsetzen musste.
Umstritten ist im Gegensatz dazu die Echtheit eines Briefes vom Juni 932. In diesem gemeinsamen Brief des Petrus, „imperialis consul et senator atque dux Veneticorum“, und des Marinus, des besagten Patriarchen von Grado, sowie anderer Bischöfe, an König Heinrich I. sowie Hildebert, den Erzbischof von Mainz, und an die auf der Synode anwesenden Bischöfe erscheint eine Ermahnung des Dogen, die Taufe der Juden in seinem Reich entsprechend dem byzantinischen Vorbild zu erzwingen, oder ihre Vertreibung durchzusetzen. Darüber hinaus sollte der Handel mit Kultobjekten oder heiligen Metallen untersagt werden. Womöglich versuchte Venedig die Juden als Handelskonkurrenten auszuschalten. Ausgangspunkt des Briefes sollte ein Streit zwischen Juden und Christen sein, der sich angeblich in Jerusalem zugetragen hatte. Um den Gewinner aus einem Disput feststellen zu können, ließ der dort herrschende Sultan eine Kirche und eine Synagoge schließen, um auf ein göttliches Zeichen zu warten. Dies erfolgte so drastisch – ohne menschliches Zutun war die Kirche illuminiert, Christus selbst hing am Kreuz –, dass viele Juden verwirrt wurden, manche zum Christentum konvertierten. Entsprechend dem Willen des Jerusalemer Patriarchen sollte der ostfränkische König in seinem Reich die Taufe aller Juden anweisen. Roberto Cessi zog die Echtheit dieses Briefes allerdings in Zweifel.
Ähnlich wie in Istrien, ging Venedig auch am Westufer der Adria scharf gegen Konkurrenten vor. Unter dem Vorwand, einige Venetici seien von „Comaclensis insule homines“ angegriffen worden, ließ der Doge das dortige Comacchio attackieren. Schon früher hatte Venedig versucht, die Konkurrentin mit Hilfe des Papstes zu erwerben, denn Comacchio beherrschte den Zugang zum Flusssystem des Po, der wichtigsten Wasserstraße Norditaliens. Zu einem unbekannten Zeitpunkt erfolgte dieser Angriff, bei dem das castellum der Stadt zerstört wurde. Die außerhalb lebende Bevölkerung wurde deportiert, bis sich die schwer einnehmbare Festung ergab und die deportierten Männer wie Frauen, wie es bei Andrea Dandolo ausdrücklich heißt, einen Eid geschworen hatten.
Wie die meisten seiner Amtsvorgänger entsandte auch Petrus II. seinen gleichnamigen Sohn nach Konstantinopel. Dieser wurde, wie gewohnt, mit zahlreichen Geschenken bedacht, doch ist nicht klar, ob er auch diesmal den Titel eines Protospatharios erhielt. So heißt es zwar bei Johannes Diaconus: „Petrus Candianus dux, suum dilectum equivocum filium Constantinopolim ad Constantinum et Romano imperatores transmisit, a quibus protospatharius effectus, cum maximis donis ad Veneciam rediit“ (S. 133) – der Doge habe also seinen gleichnamigen, geliebten Sohn nach Konstantinopel zu Constantinos und Romanos geschickt, von denen er, zum Protospatharios erhoben, mit äußerst großzügigen Geschenken nach Venedig zurückkehrte. Doch einige Historiker beziehen den Titel auf den Vater, nicht auf den Sohn. Dies hängt damit zusammen, dass in den überlieferten Dokumenten der dritte Candiano nicht den besagten Titel trägt. Folgt man dieser Annahme, müsste man die Reise nach Konstantinopel als einen der ersten politischen Akte des Candiano betrachten, denn in der Promissio der Capodistrianer vom 14. Januar 932 wird er bereits als „protospatarius et gloriosus Veneticorum dux“ bezeichnet.
Im Gegensatz zur Außenpolitik ist über die „Innenpolitik“ des Dogen kaum etwas bekannt. Bedingt durch bedeutende Männer in den höchsten klerikalen Positionen, wie des Gradenser Patriarchen Marinus, oder eines weiteren Petrus, Sohn oder Neffe des Dogen Petrus Tribuns, der als Bischof von Olivolo fungierte, zeigte er keinerlei Ambitionen, diese Konstellation zugunsten seiner Familie zu verändern. Auch setzte er die seit besagtem Dogen bestehende Tradition fort, sich den eigenen Sohn nicht mehr als Mitdogen zur Seite zu stellen. So meint Johannes Diaconus, er habe sein Volk („populum“) nach dem Beispiel „predecessoris sui“ regiert. Es lässt sich aber nicht völlig von der Hand weisen, dass der gewohnte Besuch des Dogensohns beim byzantinischen Kaiser mit dem höchsten Ehrentitel nach dem Dogen in Verbindung stand, wie etwa Carlo Guido Mor annahm. In der Tat lässt sich die Tradition, einen Sohn als Mitregenten einzusetzen, zwischen dem ersten und dritten Candiano-Dogen nicht belegen. Hingegen scheint die Volksversammlung in der Frage der Bestellung eines neuen Dogen wieder ein stärkeres Gewicht erlangt zu haben. Weiterhin erhielten die Dogensöhne die äußerst verantwortungsvolle Aufgabe, das delikate Verhältnis zum Kaiserhof zu pflegen. Doch weder wurde der Sohn Ursus’ II. Particiaco, Petrus, der ja auch in Konstantinopel den Titel eines Protospatharios erhalten hatte, zum Mitdogen erhoben, noch folgte er seinem Vater unmittelbar im Amt. Erst der dritte Candiano nahm diese Tradition wieder auf, wenn auch nur formal und unter Beachtung des Volkswillens. Dabei bestand während der gesamten Regierungsdauer und bis zu seinem Tod im Jahr 939 bei der Dogenwahl keine Einigkeit. Ausgerechnet auf Petrus II. Candiano, der möglicherweise seinen Vorgänger zur Abdankung gezwungen hatte, folgte der Sohn des Gestürzten im Amt des Dogen.

## Rezeption

### Bis gegen Ende der Republik Venedig

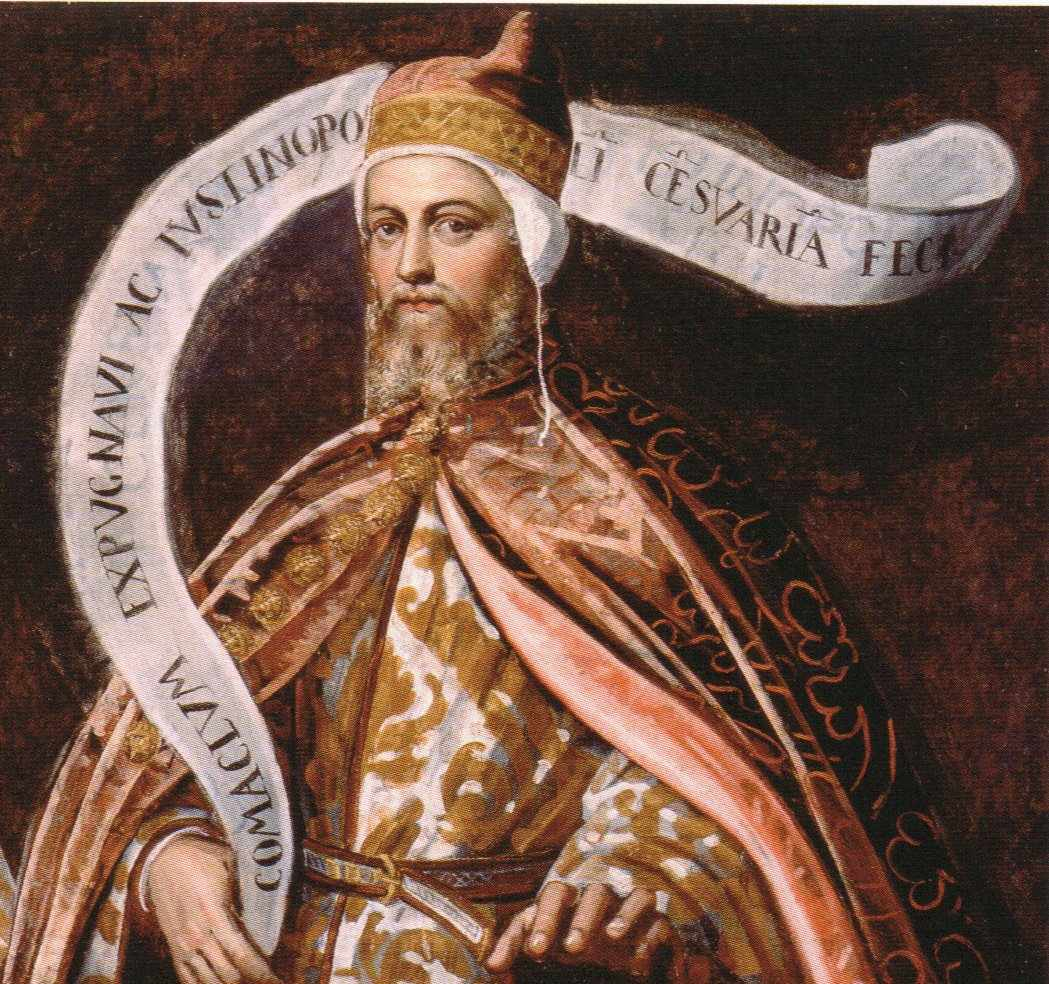
Domenico Tintoretto: Der Doge in der Reihe der 115 Porträts im Dogenpalast; das Spruchband betont seine Rolle beim Kampf gegen „Comaclvm“ und „Ivstinopolim“

Für das Venedig des 14. Jahrhunderts war die Deutung, die man der Herrschaft des zweiten Petrus Candiano gab, in mehrerlei Hinsicht von symbolischer Bedeutung. Das Augenmerk der Chronik des Dogen Andrea Dandolo repräsentiert in vollendeter Form die Auffassungen der längst fest etablierten politischen Führungsgremien, die vor allem seit diesem Dogen die Geschichtsschreibung steuerten. Sein Werk wurde von späteren Chronisten und Historikern immer wieder als Vorlage benutzt. Dabei standen die Fragen nach der politischen Unabhängigkeit zwischen den sich zersetzenden Kaiserreichen, aber auch nach deren unter Petrus II. spürbarem Wiederaufstieg, dann des Rechts aus eigener Wurzel, mithin der Herleitung und Legitimation ihres territorialen und Seeherrschafts-Anspruches, stets im Mittelpunkt. Denn Venedig war in dieser Zeit gezwungen, ausgesprochen eigenständig in einer politisch zersplitterten Umgebung zu agieren. Dabei spielte die Legitimation der einsetzenden Kolonisierung der östlichen Adria eine wesentliche Rolle, denn diese Gebiete wurden von den Karolingern und ihren Nachfolgern ebenso beansprucht, wie später von den Ottonen. Damit griff Venedig dauerhaft auf Reichsgebiet über. Zugleich zeichnete sich ab, dass die Bistümer des Dukats Venedig dabei eine wesentliche Rolle spielen würden.
Die älteste volkssprachliche Chronik, die Cronica di Venexia detta di Enrico Dandolo aus dem späten 14. Jahrhundert, stellt die Vorgänge ebenso wie Andrea Dandolo auf einer in dieser Zeit längst geläufigen, von Einzelpersonen beherrschten Ebene dar, was den Dogen noch einmal größere Macht zuwies. Jedoch bleiben die tatsächlichen Entscheidungsfindungsprozesse im Dunkeln. Nach dieser Chronik, die nur lakonisch über den Dogen berichtet, erlangte sein Vater „Piero, fiolo de meser Domenego Tribun“ – die Herrschaft „a clamor di tuto il povolo“, während Piero II. „per lo povolo promovesto“ wurde. Die Chronik schildert als eines der beiden darin genannten Ereignisse seiner Regierungszeit den Konflikt um Capodistria. Als zweites folgt die Rückkehr seines gleichnamigen Sohnes aus Konstantinopel – dort habe er Verträge ausgehandelt –, der in Venedig reiche Geschenke vorweisen konnte. Nach vier Jahren starb Piero II. und wurde unter großen Ehren beigesetzt.

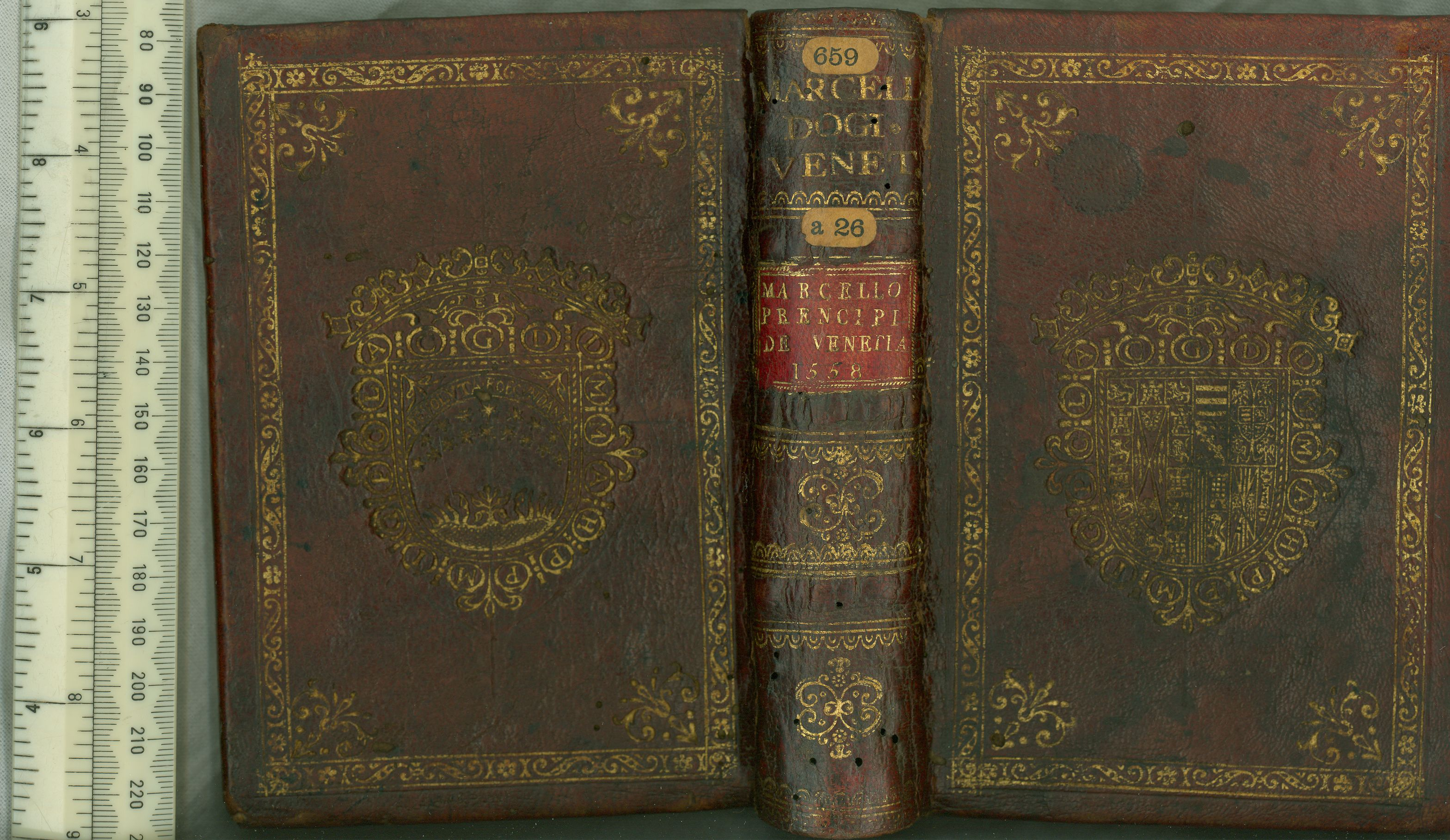
Umschlag einer Ausgabe der Vite de'prencipi di Vinegia des Pietro Marcello

Eher knapp berichtet auch Pietro Marcello. Er führte 1502 in seinem später ins Volgare unter dem Titel Vite de'prencipi di Vinegia übersetzten Werk den Dogen im Abschnitt „Pietro Candiano, Doge XVIII.“ Er herrschte „doppo la casciata d'Orso“, also nach der ‚Vertreibung des Ursus‘. Marcello schreibt, ‚es heißt‘, dass viele Frauen, die nach San Pietro di Castello zur Hochzeit gingen, von Capodistriern ausgeraubt worden seien. Dem Dogen gelang es, in den Sümpfen bei Caorle viele der Männer gefangen zu nehmen, wo sie ‚in Stücke gehauen‘ („tagliati a pezzi“) und ins Meer geworfen wurden. Bis zum Chioggia-Krieg, so der Autor, wurden in Erinnerung an diesen Sieg Spiele gefeiert, die als „delle Marie“ bekannt waren, und der Doge führte eine Prozession nach Santa Maria Formosa. Einige behaupten allerdings, so der Autor, die Schlacht habe zu Zeiten des „Badoero“ stattgefunden. Über den Kampf um Comacchio berichtet Marcello nur lakonisch „hebbesi vittoria contra gli huomini di Comachio, & Comachio fu preso“, man habe also einen Sieg über die Comacchier errungen und die Stadt eingenommen.
Das 1532 abgeschlossene Werk des Gian Giacomo Caroldo (die Historie venete dal principio della città fino all’anno 1382) berichtet vom Dogen „Pietro Candiano 2°, Duce 19“, der Sohn des „Pietro Candiano Duce, morto da Schiavoni“ war. Der Sohn des neuen Dogen erhielt in Konstantinopel den Titel eines „Prothospatario“ und die Bestätigung der Privilegien, dazu reiche Geschenke, mit denen er nach Venedig zurückkehrte. Capodistria musste sich „con promissione d’esser ubidienti alli mandati Ducali“ – unter Eid also – dem Herrschaftsbereich Venedigs einfügen. „Aldeberto et Ioanni Scavino Faragario“ boten 100 Amphoren Wein im Namen der Stadt an, dazu wollte die Stadt „perpetuamente non solo confederata, mà tributaria al Veneto Ducato“, also nicht nur Verbündete, sondern ‚Tributpflichtige‘ sein. „Imiterio Marchese“ wollte jedoch den Venezianern zusätzliche Abgaben und Lasten auferlegen, woraufhin der Doge den Istriern den Zugang zu Venedig sperren ließ und den Venezianern untersagte, dort Handel zu treiben. Auf Vermittlung des Patriarchen „Marin Contarini“ konnte der Doge dazu bewegt werden, diese Bestimmung zurückzunehmen. Der Markgraf wollte die Lasten wieder aufheben und die venezianischen Händler zukünftig verteidigen. In dieser Zeit, so der Chronist, brachte der Sohn des Dogen „i corpi di San Saturniano et di Nicodemo et il capo di San Romano, all’hora portati a Venetia, nella Chiesa di Santa Maria Formosa“. Er brachte also die Reliquien des hl. Saturninus und des Nikodemus sowie das Haupt des hl. Romanus nach Venedig in die besagte Kirche. Im siebenten Jahr seiner Herrschaft starb der Doge.
In der 1574 erschienenen Chronica das ist Warhaffte eigentliche vnd kurtze Beschreibung, aller Hertzogen zu Venedig Leben des Frankfurter Juristen Heinrich Kellner, die auf Pietro Marcello aufbauend die venezianische Chronistik im deutschen Sprachraum bekannt machte, ist „Peter Candian der Achtzehende Hertzog“. Kellner nennt als Zeitpunkt, zu dem „Peter Candianus Hertzog gekieset worden“, das Jahr 920, wobei er, wie Marcello, zeitlich einordnet: „Nachdem Orsus verjagt worden war“. Dieser Orsus oder Ursus war aber gar nicht „verjagt“ worden, sondern zurückgetreten und ins Kloster gegangen – ob freiwillig ist allerdings umstritten. Auch erwähnt Kellner, der neue Doge sei ein Sohn jenes Dogen „Peter Candian“ gewesen, der „auff dem Meer in Dalmatia umbkam“. „Man sagt“, leitet Kellner zur besagten Ausraubung einer Hochzeitsgesellschaft „zu S.Petro di Castello“ über, der „von den Jstrianern oder Jllyricanern“ begangen worden sein sollte. Beim „Caorler See“ habe Pietro II. Candiano die Räuber gefangen genommen, „und seyen alle in stück gehauwen/und ins Meer geworffen“. Zur Erinnerung daran wurden fortan jährlich „Spiel gehalten / die man nennt unser Frauwen Spiel.“ Diese seien jedoch nach dem „Genueser Kriege“ – gemeint ist wohl der Chioggia-Krieg – eingestellt worden. „Jedoch wird biß auff diese stunde das gehalten / daß auf Liechtmeß / oder Purificationis Marie tag / der Hertzog mit dem gantzen Raht / oder der gantzen Herrschafft zu Venedig / die Kirche / zu der schönen lieben Frauwen genannt/besuchen/oder zu besuchen pflegen.“ Nach dieser Einfügung erwähnt der Autor, dass „Etliche schreiben“, die Schlacht habe nicht zu Candianos Zeiten, sondern zu „Badoers zeiten“ stattgefunden. „Man wil auch sagen / daß umb die zeit Illyria under das Herzogthumb Venedig kommen sey“, dazu seien 100 Fass Wein „zu Tribut oder Schatzung“ zu entrichten gewesen. Darüber hinaus gelang die Eroberung von Comacchio. Der Doge starb auch hier im 7. Jahr seiner Herrschaft.

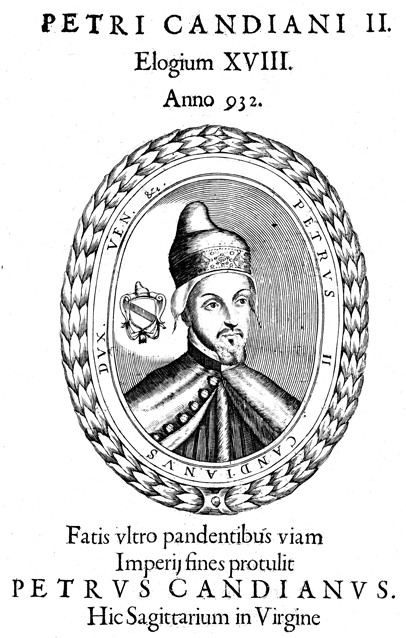
Leone Matina: Phantasieporträt des Dogen in der wohl ersten gedruckten Porträtserie aller bis dahin anerkannten Dogen, dem Ducalis regiae lararium von 1659

In der Übersetzung von Alessandro Maria Vianolis Historia Veneta, die 1686 in Nürnberg unter dem Titel Der Venetianischen Hertzogen Leben / Regierung, und Absterben / Von dem Ersten Paulutio Anafesto an / biss auf den itzt-regierenden Marcum Antonium Justiniani erschien, wird der Doge „Petrus II. Candianus, der Neunzehende Hertzog“ genannt. Er wurde im Jahr 932 gewählt und hatte von Anfang an vor, sich Capodistrias zu „bemächtigen“. Darüber hinaus berichtet er zur Regierungszeit des Dogen nur über den Frauenraub: „Es war von alten Zeiten her ein Gebrauch / um das Volck dardurch frölich zu machen und aufzumuntern / daß man jährlich / aus der allgemeinen Cassa, zwölff Jungfern zu verheyrathen pflegte“, wobei jede von ihnen, reich geschmückt, in Castello feierlich „ihrem Liebsten an vertrauet wurde“. Als an diesem 31. Januar Männer, diesmal aus Triest, die Frauen entführten, setzte ihnen eine Flotte unter Führung des Dogen nach, die sie in Caorle stellte und einen Sieg davontrug. Die Rückkehr der Entführten wurde bis zum Chioggia-Krieg in Form der „unsere Frauen Spiele“ gefeiert.
1687 schrieb Jacob von Sandrart in seinem Werk Kurtze und vermehrte Beschreibung Von Dem Ursprung / Aufnehmen / Gebiete / und Regierung der Weltberühmten Republick Venedig lakonisch: „Im Jahr 920. ward (XVIII.) Hertzog Petrus Candianus der Ander / des vorigen Petri Candiani Sohn ; dieser ist der erste gewesen / so der Venediger Herrschafft in Liburnien und Dalmatien erweitert / und fiengen die Venetianer nunmehro an/auf der See gar mächtig zu werden; weil sonderlich die Stadt Genua von den Saracenen ausgeplündert/und gewaltig zerstöret war.“ Eine wesentliche Ursache für den Aufstieg Venedigs war also die Zerstörung Genuas durch Sarazenen. Nach dem Verfasser waren die Venezianer nur deshalb auf See gegangen, „weil sie auf dem vesten Lande gar wenig oder schier gar nichts zu sagen hatten“. Dann aber kauften sie nicht mehr nur Waren für den eigenen Bedarf ein, sondern auch andere begannen, in Venedig einzukaufen. So verlegten sich die Venezianer zunehmend auf den Krieg, da sie in Griechenland und Syrien „viel Seehäfen einnahmen“ und „wurden dahero sehr mächtig zu Wasser und zu Lande“.

### Historisch-kritische Darstellungen
Nach Johann Friedrich LeBret, dessen vierbändige Staatsgeschichte der Republik Venedig ab 1769 erschien, „erwählte das Volck den Peter Candiano“. „Gleich nach seiner Erhebung auf den Thron“ schickte er seinen Sohn nach Konstantinopel, der, reich beschenkt und mit dem Titel eines „Protospatarius“ ausgestattet, „höchst vergnügt nach Venedig zurück reisete“. Der Verfasser konstatierte, „je mehr das griechische Reich von seiner innern Stärke verlohren, desto verschwenderischer sey es geworden, fremden Fürsten Reichstitel mit zu theilen“. Beehrten sie früher nur regierende Fürsten mit derlei Titeln, so erhielten nun auch deren Söhne solcherlei Auszeichnungen. „Die erste Veranlassung, die Waffen zu ergreifen, waren die listigen Seeräuber von Narenta“, als laut dem Verfasser, es diese waren, die die Verlobten raubten: „Die Corsaren, unter welchen sich einige für Istrier ausgaben, ließen sich einfallen, sich dieser Gelegenheit zu bedienen, und einen reichen Fang zu thun.“ „Der Doge hielt dies für den größten Schimpf, der seinem Volke hätte begegnen können“. Es folgte ein Racheakt, denn „in den Canälen von Caorle“ überfiel er sie, und „er ließ sie alle niederhauen, ihre Körper in das Meer werfen, zog im Triumphe in Venedig ein, und brachte alle Schätze und Gefangene wieder mit sich zurück.“ Seither, wie der Verfasser behauptet, „bis auf unsere Zeiten“ (dann wieder nur bis zum Chioggia-Krieg), wurde das „Fest der Verheyratheten“ begangen. Die eifrigsten unter den Befreiern waren demnach „größtentheils Künstler und Handwerksleute aus der Pfarre St. Maria der Schönen“, die, gefragt, welchen Lohn sie sich wünschten, vom Dogen und seinem Rat einen alljährlichen Besuch in ihrer Kirche erhofften. Dann wendet sich der Autor dem Krieg mit Comacchio zu, dessen Bewohner gegen die Venezianer „einige Gewaltthätigkeiten“ verübten. Seit einem früheren Versuch, Comacchio zu erwerben, hassten die Comacchier die Venezianer. Als sie einige von ihnen gefangen nahmen, und der Doge vergebens ihre Auslieferung forderte, griff Venedig Comacchio an. Die Festung wurde zerstört, und die Einwohner so lange in Venedig gefangen halten, bis sie dem Dogen schworen, ihn als „Oberherrn“ anzuerkennen. „Die Nachläßigkeit der ältesten Geschichtschreiber hat uns von dieser Sache nicht so viel Licht gegeben, als nöthig war, die Herrschaft des Papstes und die Uebertragung derselben an die Venetianer außer Zweifel zu setzen.“ Ähnlich füllte Venedig das Machtvakuum auf Istrien aus, das durch die byzantinische Schwäche entstanden war. So konnten die Capodistrier in Venedig zollfrei Waren ein- und ausführen. Der Doge hatte sie bevorzugt behandelt, und „sie hielten bey diesem Fürsten um die Ehre an, beständige Bundesgenossen des venetianischen Volkes zu seyn.“ Jedoch: „Der Markgraf von Istrien, Winter, hatte den venetianischen Kaufleuten unerträgliche Zölle aufgelegt“, und auch deren Güter auf Istrien belegte er mit „den härtesten Abgaben“. Die nachfolgende erste Handelsblockade, die Venedig durchführen ließ, zwang den Markgrafen nachzugeben. Der Doge starb nach einer „rühmlichen Regierung von sieben Jahren“. Den Vertrag mit Capodistria zitiert der Verfasser in einer Fußnote erstmals vollständig, er selbst hat ihn „eingesehen, nachdem uns der Herr Graf Carli Rubi denselben mitgetheilet“ (S. 193 f., Anm. 3).

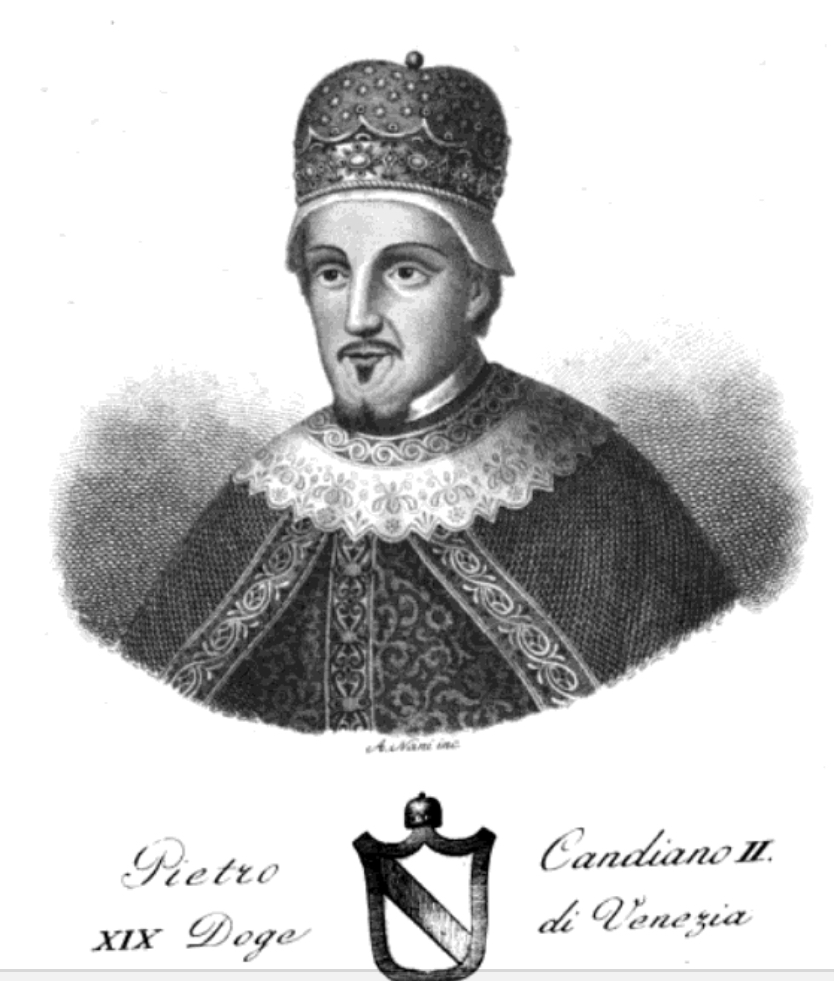
Phantasiedarstellung des Dogen aus den frühen 1830er Jahren, Antonio Nani: Serie dei Dogi di Venezia intagliati in rame da Antonio Nani. Giuntevi alcuni notizie biografiche estese da diversi, Bd. 1, Merlo, Venedig 1840, o. S. (Google Books)

Weniger detailreich, aber dafür tiefer in den historischen Zusammenhang der benachbarten Herrschaftsgebiete eingebettet, schildert Samuele Romanin 1853 im ersten der zehn Bände seiner Storia documentata di Venezia die Herrschaft Pietros II. Candiano, ohne jedoch Überlegungen zur Verfassungsgeschichte anzustellen. Nach Romanin hatte der Doge schon im ersten Jahr seiner Regierung Gelegenheit, ‚einen ehrenhaften und vorteilhaften Vertrag mit den Einwohnern von Capodistria‘ abzuschließen. Diese Beziehungen zwischen der Lagune und der Halbinsel reichten bis in römische Zeit zurück, als die beiden Gebiete einer einzigen Provinz angehörten. Sie kamen gemeinsam unter die Suprematie des Bistums Grado im Jahr 732 und Orso I. Particiaco hatte sie gegen die Angriffe der slawischen Piraten verteidigt. Nun ersuchten sie um eine vertragliche Abmachung, die der Doge auch gewährte. Doch „Wintkero marchese“ im Namen König Hugos von der Provence herrschend, missfiel diese Abmachung. Er ließ die Güter Venedigs in seinem Gebiet konfiszieren, ebenso wie die des Patriarchen von Grado und weiterer Kirchen. Schließlich ließ er einige venezianische Schiffe aufbringen und ihre Besatzung töten. Daraufhin begann Venedig eine ‚Seeblockade‘ („blocco maritimo“), die den Markgrafen zum Nachgeben zwang. Er musste sich zu demütigenden Abmachungen bereitfinden, wie der Autor meint, die aber in der Hauptsache eine Wiederherstellung des Status quo und Wiedergutmachung vorsahen. Als Bußgeld wurde eine Zahlung von 100 libra „reinsten Goldes“ festgesetzt (in der Urkunde steht „auri fulvi“). Ähnlich demütigend ging Venedig gegen Comacchio vor, das fünfzig Jahre zuvor schon einmal zerstört worden war. König Hugo war zu sehr mit anderen Auseinandersetzungen beschäftigt, als dass er zugunsten seiner Untertanen hätte eingreifen können. Eine der Hauptursachen sieht der Autor in Mittel- und Norditalien im Wirken dreier Frauen, die ihre Schönheit einsetzten, um politisch zu wirken, nämlich „Ermenegarda, Tochter des Markgrafen Adalbert“ sowie „Teodora und Mariuccia“ in Rom, die ihre eigenen Päpste kreierten (gemeint sind vor allem Adalbert II., Theodora und Marozia). Romanin sieht in dieser Zeit tiefsten moralischen Verfall und daraus resultierend politisches Chaos. Im Süden der Halbinsel bekämpften sich Muslime und Christen, Byzantiner und Langobarden. König Hugo versuchte seine Herrschaft durch Kontakte mit Heinrich I., der jedoch im Ostfrankenreich selbst genügend Aufgaben hatte, und Byzanz zu festigen, wo jedoch Romanos I. nach der Macht griff, bis Konstantin 945 bis 959 endlich selbstständig herrschen konnte. Zu diesem Kaiser hatte der Doge bei Regierungsbeginn seinen Sohn geschickt, der mit Privilegien und dem Protospatharios-Titel zurückgekehrt war.
Ganz anders ging August Friedrich Gfrörer († 1861) vor. Er nimmt in seiner, erst elf Jahre nach seinem Tod erschienenen Geschichte Venedigs von seiner Gründung bis zum Jahre 1084 an, dass Byzanz nach wie vor größten Einfluss in der Lagune ausübte, was sich in vielen Einzelheiten widerspiegle. Gfrörer ist sich sicher, dass die Aufenthalte der Dogensöhne, auch der Pietros, nur dazu eingesetzt wurden, „als Geißeln der Treue ihrer Väter zu dienen, und in die Schule genommen zu werden“. Da der Vater des Dogen bereits 45 Jahre früher ums Leben gekommen war, vermutet Gfrörer, dass Pietro II. Candiano zum Zeitpunkt seiner Wahl „zum Mindesten gegen 50 Jahre zählte“. Die Gesandtschaft seines Sohnes beweise, so Gfrörer, dass „der byzantinische Hof die Erwählung Peters II. Candiano gebilligt“ habe. Seiner Ansicht nach habe sich der Dogensohn zwei Jahre lang in der byzantinischen Hauptstadt aufgehalten. Andrea Dandolo zitierend, der gleichermaßen gewaltsame Unterjochung, Ernennung von Konsuln, aufgenötigte Bündnisse als Mittel betrachtete, mit denen der Doge „die Herrschaft der Veneter über die benachbarten Völker“ ausgedehnt habe, sind für Gfrörer der Ausgangspunkt seiner Darstellung. Nach Dandolo hatten die Comacchier einige Venezianer gefangengesetzt, woraufhin der Doge die Stadt niederbrennen, die meisten Einwohner erschlagen ließ. Die übrigen ließ er den besagen Eid schwören, bevor er sie wieder freiließ. Nach Gfrörer waren die Comacchier von ihrem Untertaneneid von etwa 882 abgefallen. Gfrörer zitiert darauf die Urkunde, mit der sich Capodistria verbündete, in Übersetzung (S. 232 f.). Nach ihr datiert er die Urkunde, ausgestellt im Namen König Hugos, auf den 14. Januar 932, betont aber durch Sperrung, dass die Abmachungen sich nur auf die Lebenszeit des Dogen bezogen. Die 58 Unterzeichner und die 20 im Text Genannten gehörten nach Gfrörer dem Großen Rat von Justinopolis/Capodistria an. Capodistria und Venedig mieden durch diese Art einer freiwilligen Abmachung und durch Begebung der Urkunde im Namen des Königs den Eindruck, Venedig habe Reichsgebiet okkupiert. Umgekehrt, so mutmaßt Gfrörer, versuchte der Doge durch Anbindung an seine Lebenszeit ein Druckmittel nach innen zu schaffen, mit dem seine Familie als entscheidender Faktor der Vertragswahrung gelten konnte, mithin ein Mittel, die Venezianer davon zu überzeugen, den Dogentitel bei den Candiano zu belassen. Aus der Tatsache, dass der Doge bereits zu diesem Zeitpunkt den Titel eines Protospatarius führte, schlussfolgert Gfrörer auf eine starke Einflussnahme bei der Wahl des Dogen, und eine Bestätigung des Dogats durch den Kaiser. Als eine Art erfolgloser Gegenwehr betrachtet der Autor den Kampf des Markgrafen mit Venedig. Die Blockade erwies, dass Istrien ohne den venezianischen Handel „gar nicht mehr bestehen konnte“. Den Inhalt der entsprechenden Urkunde vom 12. März 933 zitiert Gfrörer ebenfalls in Übersetzung (S. 237 f.). Darin wurde u. a. festgelegt, dass die Venezianer ihre Güter auf Istrien von eigenen Beamten verwalten lassen durften, hinzu kam gerichtliche Hilfe bei der Schuldeneintreibung, was die istrischen Gerichte in solchen Fällen denen Venedigs unterstellte, Aufhebung der jüngsten Abgaben sowie dass nunmehr Frieden mit Venedig herrschen sollte, und, falls der König etwas gegen Venedig unternehmen sollte, die dortigen Venezianer gewarnt werden sollten, damit sie in die Lagune zurückkehren können. Gfrörer betrachtet dies als Hochverrat. Die Güter deutet Gfrörer zum Teil als eine Art „Kammergüter“, die anscheinend dem Dogenpalast gehörten, dem „palatium ducis“, wie es in der Urkunde heißt. Eine Anbindung an die Lebenszeit des Dogen erscheint hier nicht mehr, wie Gfrörer vermutet, gegen den Widerstand des Dogen. Auch wenn dieser, wie Gfrörer meint, das Lob Andrea Dandolos verdient habe, so „ist Peter Candiano's Wirksamkeit wie abgeschnitten, obgleich er bis 939 lebte und Doge blieb“. Da Gfrörer darauf beharrt, dass der Sohn des Dogen erst nach zwei Jahren aus Konstantinopel zurückgekehrt sei (s. Pinton), und dies zeitlich mit der Untätigkeit des Vaters zusammenfalle, sei dies alles wiederum ein Beleg dafür, dass Venedig Weisung vom Goldenen Horn erhalten habe. Byzanz war ein Doge, „der so kühn um sich griff“, keinesfalls recht. Der Ausdruck bei Dandolo, dass 939 „Petrus Badoario dux decernitur“, es sich also um einen Beschluss handelte, deutet für Gfrörer ebenfalls auf den starken Einfluss Konstantinopels hin.
Pietro Pinton, der Gfrörers Werk im Archivio Veneto in den Jahresbänden XII bis XVI übersetzte und annotierte, korrigierte dessen Vorstellung von einem zu starken Einfluss von Byzanz. Seine eigene Darstellung erschien 1883, gleichfalls im Archivio Veneto. Sie gelangte zu stark abweichenden Ergebnissen. Anhand eines Dokuments vom 14. Januar 932 widerlegt Pinton Gfrörers Annahme eines längeren Interregnums nach Pietro Tribuno, aus dem der Österreicher harte Konflikte abgeleitet hatte, da sich dieses durch Nachberechnung der Herrschaftsjahre auf wenige Monate reduziere. Für Pinton reisten die Dogensöhne gerade nicht an den Hof in Konstantinopel, um vorrangig dem Kaiser Reverenz zu erweisen, und um große Geschenke und Titel zu erhalten, oder, wie Gfrörer behauptet, sich dort als Geiseln einzufinden, mit denen Byzanz die Dogen kontrollierte, sondern vor allem, um die Handelsprivilegien zu erneuern. Die von Gfrörer als Beleg angeführte zweijährige Aufenthaltsdauer des Sohnes des Dogen Pietro II. Candiano bei Hof erscheint beim älteren Chronisten Johannes Diaconus nach der Expedition gegen Comacchio und nach dem Tod des Bischofs Domenico Orciano von Olivolo, also um 934. Damit sei auch dieser lange Aufenthalt auf wenige Wochen oder Monate reduziert. Dieser Fehler sei auf Andrea Dandolo zurückzuführen, der das Capodistria-Dokument und seine Datierung nicht kannte, und daher bei der Datierung des Regierungsantritts auf das Jahr 932 kam, nicht auf 931, wie der Vertrag mit den Istriern beweise. Demnach herrschte der Doge acht Jahre, nicht wie Dandolo behauptet, nur sieben. Auch die von Gfrörer angeführten „consules“ erweisen sich als Fehler der Muratori-Edition, die Gfrörer zudem überinterpretiert, wo es im Kodex „censuales“ heißt (S. 304). So deutet nach Auffassung Pintons der Österreicher die Herrschaft Venedigs als Eroberung von Reichsgebiet, was jedoch nicht zu den in den Fünfjahresverträgen mit den dortigen Herrschern passe, etwa dem von 950. Zudem ging die Hälfte der Bußgelder bei Zuwiderhandlung an König Hugo, was zum König als oberstem Richter passe. Einzig neu gegenüber bisherigen Abkommen war, dass im Falle von Feindseligkeiten durch den König von Italien die Venezianer gewarnt werden sollten. Für Pinton war dies jedoch eher ein Akt der Loyalität gegenüber den Grundherren auf der Halbinsel, auch den kirchlichen, sowie der politischen Vorsicht – jedenfalls kein Geheimnisverrat. Auch in Dandolos „Petrus Badoario dux decernitur“ interpretiere Gfrörer zu viel ‚Sibyllinisches‘ hinein.
1861 hatte Francesco Zanotto in seinem Il Palazzo ducale di Venezia, worin er der Volksversammlung erheblich mehr Einfluss einräumte, berichtet, dass der Doge durch einmütige Wahl ins Amt gelangt sei. Während rundherum „tempi calamitosi“ herrschten, lebte Venedig in Frieden. So musste der Doge nur die Politik seiner Vorgänger fortsetzen. Istrien wollte sich aus eigenem Antrieb Venedig anschließen, doch „Wintkero“, Markgraf im Namen König Hugos, wollte als Barbar Rache, verbot sogar den Istriern jeden Handel, überfiel Schiffe, ermordete ihre Besatzung. Zwar hätte so ein Unrecht den Griff zu den Waffen verdient, so Zanotto, doch der kluge Doge zog die Blockade vor. Dies mündete in eine demütigende Verhandlung, und zeigte, zu welcher Macht Venedig inzwischen aufgestiegen war. Allerdings verfing diese Politik nicht gegen Comacchio. Als nach einer Aufforderung zur Wiedergutmachung angerichteter Schäden keine Reaktion erfolgte, unterwarf Venedig die Stadt mit einer Flotte leichter Schiffe. Die Chronik des Johannes Diaconus (damals noch „la Sagornina“ genannt) vermerkt, dass der Dogensohn zu Verhandlungen über die Erneuerung der Privilegien nach Konstantinopel ging. Einige berichten, wie Zanotto meint, die Entführung der besagten Verlobten für die Zeit danach. Ansonsten sei nichts weiter zu berichten; aber auch andere Tatsachen von Bedeutung hätten die Chronisten Johannes Diaconus, Andrea Dandolo und Martino da Canal übergangen oder hätten sie vergessen. Bei der Frage, ob es sich bei den Entführern um Männer aus Triest oder um Narentaner gehandelt habe, seien sich die Historiker uneinig. An die Entführung erinnere auf den Lidi von Caorle die Porta delle Donzelle. Die Entführer seien getötet, ihre Schiffe verbrannt, die Beute zurückgebracht worden. Eine Feier sei begangen worden, die sich jedes Jahr wiederholt habe und dabei immer aufwändiger geworden sei – bis sie 1379 im Chioggia-Krieg verboten wurde.
Bei Emmanuele Antonio Cicogna wurde im ersten, 1867 erschienenen Band seiner Storia dei Dogi di Venezia der gleichnamige Sohn des 19. Dogen „Pietro Candiano II“. ‚sofort‘ („immediatamente“) nach Konstantinopel geschickt. Die Istrier unterstellten sich auch hier freiwillig Venedig, doch der Markgraf in seinem Zorn wehrte sich dagegen, wenn auch vergeblich. So musste er demütigende Bedingungen bei den Verhandlungen auf Rialto akzeptieren. Comacchio, wo Venezianer gefangengesetzt wurden, ließ der Doge niederbrennen. Einige ihrer Einwohner brachte er nach Venedig und hielt sie dort bis zu besagtem Eid fest – nach ihm verlangte Venedig „fedeltà“ „al veneto imperio“. Bei der Entführung der Verlobten waren sich die Geschichtsschreiber bei der Frage, von wo die Täter kamen, uneinig. Genannt wurden Triestiner, Narentaner, Istrier; sie flohen jedenfalls nach Caorle. Die Venezianer, von deren schnellem Erfolg erschüttert, ‚rissen sie in Stücke‘. Auch hier wird die nachfolgende Festlichkeit von den Geschichtsschreibern verschiedenen Dogen zugeordnet, so den Tribuni, Pietro Tradonico, Orso II. Particiaco, oder den beiden nachfolgenden Dogen. Der Candiano starb, ‚geliebt von den Seinen, geehrt und gefürchtet von den Fremden‘ („amato da'suoi, onorato e temuto da'forestieri“).
Für Heinrich Kretschmayr war „Petrus Candianus II.“ bei „seiner Wahl ohne Zweifel schon ein Mann in vorgerückten Jahren; aber sein Regiment verrät eine jugendlich energische Art. Venedig beginnt nach der Konsolidierung der letzten Ruhejahre nachdrücklich um sich zu greifen.“ Kretschmayr sieht in der Gefangennahme „eines Venezianers“ durch Comacchio einen bloßen Vorwand, die Befestigungen der Stadt zu zerstören, viele Bewohner zu verschleppen und die Stadt zur Anerkennung ihrer Oberherrschaft zu zwingen. Der Autor erkennt jedoch, dass die Oberherrschaft nicht von langer Dauer gewesen sein kann, denn im Pactum Ottos I. von 967 werden die „Comachenses“ als Getreue des Regnums aufgeführt. Doch war die wirtschaftliche Bedeutung der Stadt gebrochen. Auch auf Istrien, wo viele Venezianer begütert waren, fasst Venedig fester Fuß. „Die seit Karl dem Großen währende offizielle Zugehörigkeit zum Regnum Italiae kümmerte die Venezianer wenig.“ Die genannten Bestimmungen zu Capodistria, so Kretschmayr, wurden im Oktober 977 fixiert und erweitert, und sie bestanden noch im Jahr 1074. „Es war eine kaum verhüllte Unterwerfung.“ „Am 12. März 933 bekennen Markgraf Günter von Istrien, Bischof Johann von Pola und andere istrische Bischöfe, sie und ihre Leute hätten venezianischen Besitz auf Istrien zu Unrecht verletzt, Schuldzahlungen ihrer Landsleute nach Venedig widerrechtlich zurückgehalten, die in Istrien wohnhaften Venezianer durch ungesetzliche Abgaben gepresst und gegen sie, ihr Eigen, gegen venezianische Schiffe Gewalt geübt…“ Kretschmayr resümiert: „So sehr erscheint Istrien […] von Venedig abhängig, daß die dortigen Machthaber die Aufhebung einer Handelssperre um den Preis einer an Hochverrat streifenden Demütigung zu erkaufen willens sind.“ Venedig münzte wirtschaftliche Abhängigkeit in kirchliche und politische um. Den Überfall auf die Verlobten und das Massaker an den Entführern bei Caorle hält der Autor für „ersonnen“. Den Brief an König Heinrich, bei dem es um die Frage der Zwangstaufe von Juden ging, hält Kretschmayr, im Gegensatz zu Roberto Cessi, für echt, zugleich für überaus vorausschauend, was die zukünftige Rolle der Liudolfinger betraf: „ein eigenartiges Zeugnis für die großartige vermittelnde Stellung Venedigs zwischen weitem Osten und entferntestem Westen“. Kretschmayr stellt darüber hinaus die Frage, ob in Venedig „eine Zwangstaufe der Juden stattgefunden“ habe.
In seiner 1977 erstmals erschienenen History of Venice dominieren für den Verfasser John Julius Norwich die Candiani über 44 Jahre Venedigs Geschichte. Alle vier Dogen dieser Familie hießen „confusingly“ Pietro, sie besaßen mehr Energie als ihre Zeitgenossen, sie waren aggressiver, selbstbewusster, arrogant. Der zweite von ihnen, also der hier zu behandelnde Pietro II., begann, kaum auf dem Thron, einen Blockadekrieg gegen Istrien, ließ nach einem unbedeutenden diplomatischen Zwischenfall Comacchio „to the ground“ niederbrennen. Mehr scheint Norwich nicht berichtenswert zu sein.

### Erzählende Quellen
- Luigi Andrea Berto (Hrsg.): Giovanni Diacono, Istoria Veneticorum (=Fonti per la Storia dell’Italia medievale. Storici italiani dal Cinquecento al Millecinquecento ad uso delle scuole, 2), Zanichelli, Bologna 1999 (auf Berto basierende Textedition im Archivio della Latinità Italiana del Medioevo (ALIM) der Universität Siena), S. 152, [44.] („quidam nobilissimus Petrus, cognomento Candianus, ducatum suscipiens, nihilominus sui decessoris exemplo subditum sibi populum tractare conatus est“).
- La cronaca veneziana del diacono Giovanni, in: Giovanni Monticolo (Hrsg.): Cronache veneziane antichissime (= Fonti per la storia d'Italia [Medio Evo], IX), Rom 1890, S. 132 f., 178 („Catalogo dei dogi“) (Digitalisat).
- Ester Pastorello (Hrsg.): Andrea Dandolo, Chronica per extensum descripta aa. 460-1280 d.C., (= Rerum Italicarum Scriptores XII,1), Nicola Zanichelli, Bologna 1938, S. 170–172 (Digitalisat, S. 170 f.)

### Rechtsetzende Quellen, Briefe
- Roberto Cessi (Hrsg.): Documenti relativi alla storia di Venezia anteriori al Mille, 2 Bde., Bd. II, Padua 1942, n. 35, S. 52–55 (Promissio dei Capodistriani) und n. 36, S. 55–59 (Promissio Wintherii de rebus Istriensibus).
- Promissio Wintherii de rebus Istriensibus vom 12. März 933 (Regest (ital.) und Transkription, Centro interuniversitario per la storia e l'archeologia dell'alto medioevo).
- Petri ducis Venetiarum Epistola, in: Monumenta Germaniae Historica, Constitutiones et Acta publica Imperatorum et Regum, I, Hg. L. Weiland, Hannover 1893, S. 6 f.
- Fritz Weigle (Hrsg.): Die Briefe des Bischofs Rather von Verona, Monumenta Germaniae Historica, Die Briefe der deutschen Kaiserzeit, I, Weimar 1949, n. 3, S. 21–27 („Rather an (den Dogen) Petrus (II.) von Venedig: spricht zu ihm, der ins Kloster gehen will, über die mönchischen Pflichten“). (Digitalisat der Edition)
- Gottlieb Lukas Friedrich Tafel, Georg Martin Thomas (Hrsg.): Urkunden zur älteren Handels- und Staatsgeschichte der Republik Venedig, Wien 1856, in: Fontes Rerum Austriacarum, Abt. II. Diplomataria et Acta, 3 Bde., Bd. 1: 814–1205, Wien 1856, n. XV, S. 31–35 (Pactum Justinopolitanum). (Digitalisat, S. 30 f.)